# Anthocercis angustifolia
Anthocercis angustifolia är en potatisväxtart som beskrevs av Ferdinand von Mueller. Anthocercis angustifolia ingår i släktet Anthocercis och familjen potatisväxter. Inga underarter finns listade i Catalogue of Life.